# Bulava
Bulava o bulawa (polacco buława, ucraino булава) è la parola slava che indica sia la mazza che la clava, sia nella funzione di arma sia di simbolo del potere militare-politico.
Da un punto di vista simbolico, la bulava era attributo dell'Hetman, cioè del capo militare, che, oltre a brandire fisicamente l'arma nelle occasioni pubbliche, la faceva apporre anche sui suoi stemmi. Troviamo così la bulava nelle mani del Grand Hetman a capo dell'esercito della Confederazione Polacco-Lituana, dell'Atamano di Ucraina e dei capi cosacchi in generale.

## Polonia
In Polonia le due bulave incrociate figurano ancora oggi sulla mostrina militare del Maresciallo di Polonia, il più alto rango dell'esercito polacco.

## Ucraina
Nella Repubblica Popolare Ucraina il comandante in capo dell'esercito era chiamato General Bulawa. In tempi recenti, la bulava è inoltre diventata simbolo ufficiale del Presidente dell'Ucraina.

## Galleria d'immagini

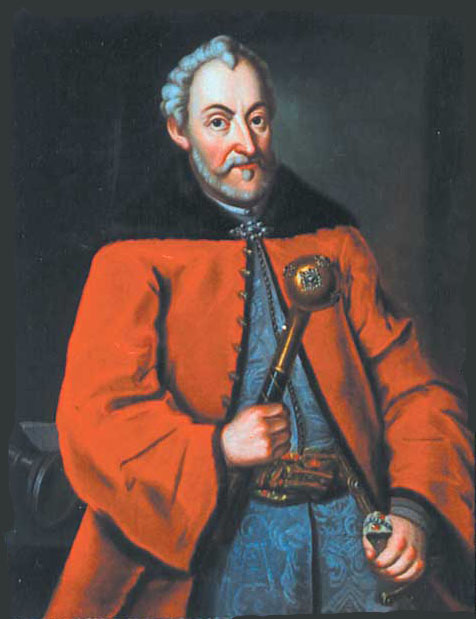
L’Atamano Jan Zamoyski, con una delia cremisi e uno zupan di seta blu. Stringe nella mano sinistra la sua bulawa da atamano.
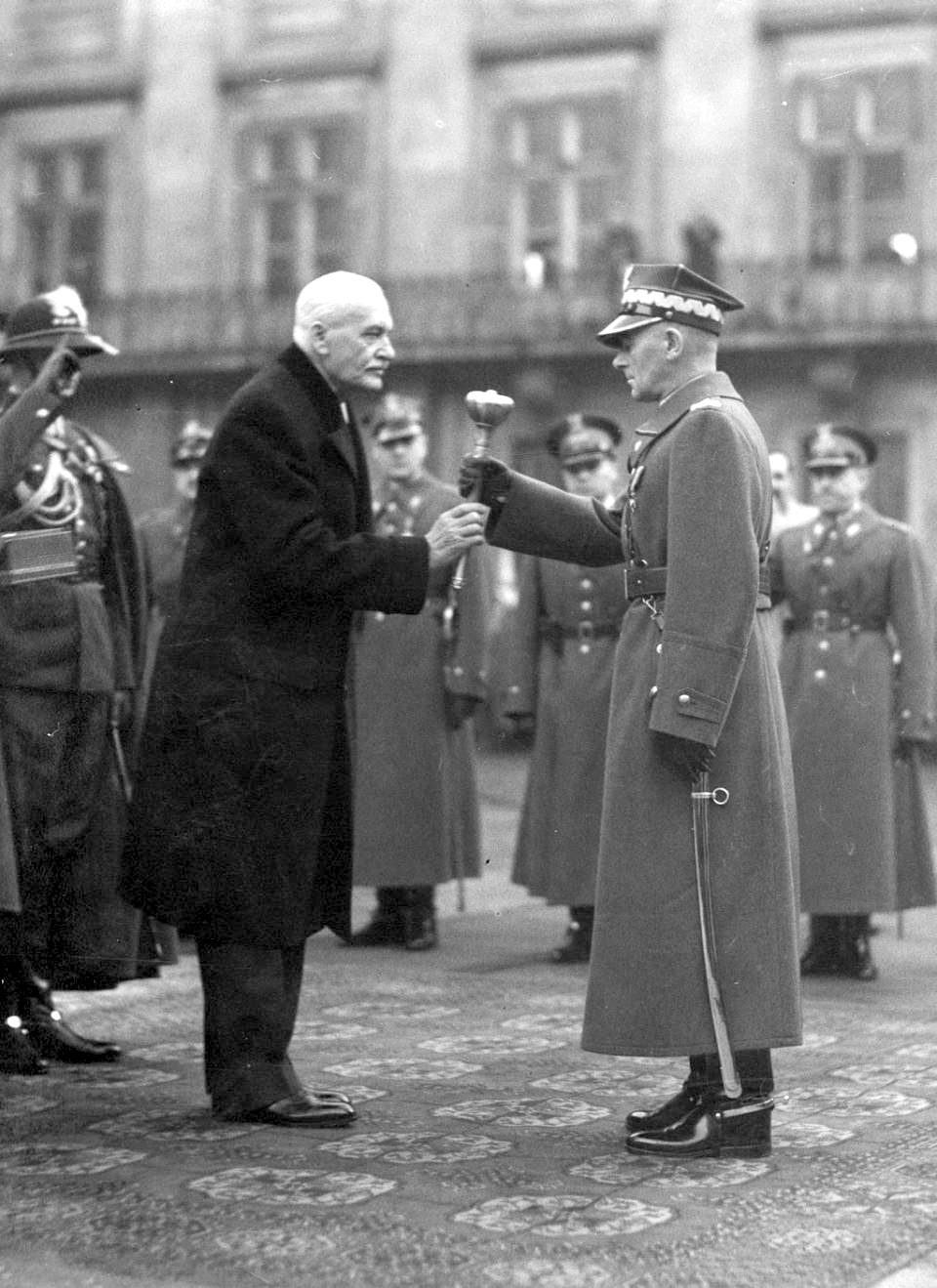
Edward Rydz-Śmigły (destra) riceve la buława di Maresciallo dal presidente polacco Ignacy Mościcki, Varsavia, 10 novembre 1936.
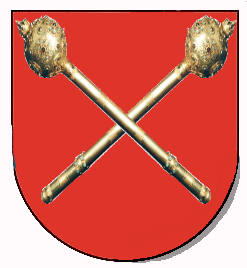
Cotta d'armi del "Grande Atamano di Lituania".
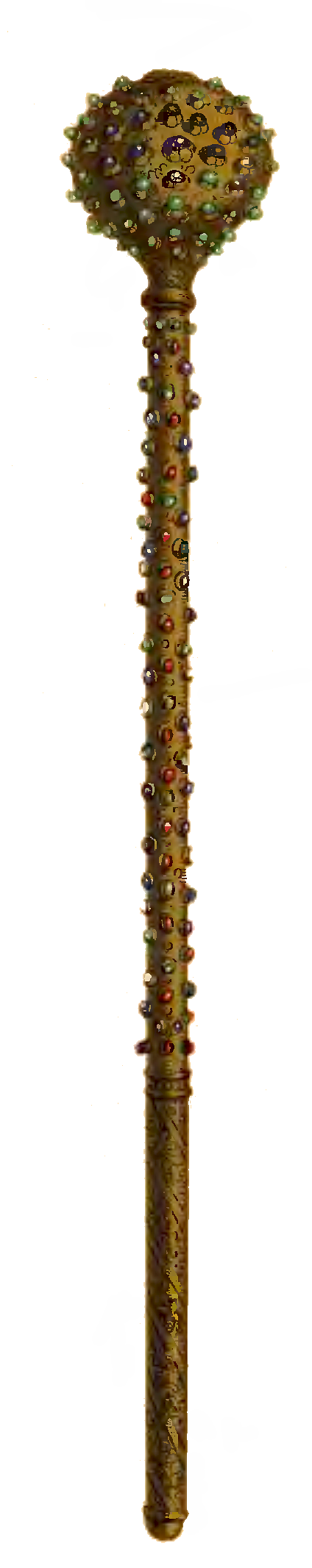
Bulawa dell’Atamano di campo Marcin Kalinowski.